# 在陆上
《在陆上》（英語：At Land） 是一部1944年的无声实验电影短片，时长15分钟，由玛雅·黛伦自编自导自演。该片以梦境式的叙述呈现。片中，黛伦主演的女子被海浪冲上沙滩，随后开始了一场奇异的旅程。她不仅邂逅了一些人，还遇见了许多不同的自己。黛伦曾经表示，这部短片是关于为了维护个人认同所做出的挣扎。
作曲家约翰·凯奇和诗人兼电影评论家帕克·泰勒都参与了本片制作。两人也都在片中现身。本片的拍摄地点在长岛的阿默甘西特。

## 剧情
影片伊始，一名女子躺在海滩上，如同被海浪冲上来一般。她有点艰难地爬上一棵树。当她终于爬到树顶时，却发现自己来到了一张长宴会桌的一头，而人们正在进行一场资产阶级的晚宴。她爬上宴会桌，努力向着坐在桌子对面的男子匍匐前进，同时伴随着其爬行于树丛的交叉剪辑，整个过程中所有宾客都对她视而不见。她终于来到了桌子对面那名全神贯注于象棋局的男子身边，然而男子起身离开。这令她显得相当失望无助。该男子由平面设计师阿尔文·拉斯帝格饰演。
象棋子开始自行移动起来，一颗兵掉落到了桌子下。镜头随之切到一个瀑布和一条河流。女子试图追寻随波逐流的棋子，沿着曾走过的石壁探索。她随即走在了一条林间小道上，并开始与一名男子边走边谈。在这个过程中，该名男子由四人共同演出，他们随着镜头的移动和切换而逐一露面（第一位是十七岁的美国超现实主义诗人菲利普·拉曼提亚；第二位是格雷戈里·贝特森；第三位是艺术家及作曲家约翰·凯奇；最后一位则是黛伦现实中的丈夫，亚历山大·哈米德）。
女子跟随男子走进一间房子。房子中的家具全都被白布覆盖。她推开许多门，来到一个房间。房间里有一个躺在床上的男人，他被白色的毯子盖住全身，看上去奄奄一息。两人对视了一阵。随后一只猫从女子的手臂上跳落，她转过身去离开了这间房。走过了几扇门之后，她发现自己身在一个山顶上。她于是沿着山坡向下爬，来到一片沙丘地带。
她一边走下海滩，一边沿途拾起石块，但发现很难同时抱住所有石块。随后她发现两个女人在海滩下象棋，这两个女人在影片开头的晚宴场景中也曾经出现过。她们一边闲聊一边下棋，玩得很开心。她于是走上前去观看下棋。她开始轻柔地抚弄着两个女人的头发，使得她们失去了对棋局的注意力。然后她在白后被吃掉之前将它拿走了，一边举着双手一边在沙丘上跑着。当她跑动的时候，她的其他几个自我也交替出现，分别代表着她在整段旅程的早期阶段的不同状态；这些不同时空的她都望着那个奔跑中的她。影片以一个沙滩上的远景告终，女子跑向远端，身后留下了一串脚印。

## 对流行文化的影响
垃圾合唱團（Garbage）2012年的单曲「血染罂粟」（Blood for Poppies）在音乐录影带的拍摄中参考了黛伦躺在海滩上的镜头以及象棋局的镜头。
由赫布·里茨为麦当娜1989年单曲「珍惜」执导拍摄的音乐录影带很大程度上就是受到了《在陆上》的启发。

## 深入阅读
- Feminisms in the Cinema, ed. Laura Pietropaolo and Ada Testaferri. Bloomington: Indiana University Press, c1995.
- Turim, Maureen. "The Ethics of Form: Structure and Gender in Maya Deren's Challenge to the Cinema", in Maya Deren and the American Avant-Garde, ed. Bill Nichols, Berkeley University of California Press, 2001.